# Nils Christie
Nils Christie (24 de febrero de 1928 - 27 de mayo de 2015) fue un sociólogo y criminólogo noruego. Nils fue profesor de criminología en la Facultad de Derecho, en la Universidad de Oslo de 1966. Entre sus libros destaca Pinens begrensning de 1981, el cual ha sido traducido a once idiomas. Recibió un grado honorífico en la Universidad de Copenhague. Christie es conocido por sus continuas críticas hacia la prohibición de drogas, sociedad industrial, y prisiones.
Fue miembro de la Academia noruega de Ciencia y Letras.
Nils Christie ganó en 2001 el premio a la libertad de expresión que otorga Fritt Ord "por sus originales e independientes contribuciones al debate social tanto en el ámbito noruego como en el internacional."

## bibliografía seleccionada
- Fangevoktere i konsentrasjonsleire ["Guardias de prisión en campamentos de concentración"] (1952)
- Hvis skolen ikke fantes (1971)
- Pinens begrensning (1981)
  - Límites al dolor (1981)
- Den gode fiende: Narkotikapolitikk i Norden (Con Kettil Bruun, 1985)
- Kriminalitetskontrol som industri: På vej mod GULAG, vestlig stil? (1996)
  - Crime Control as Industry: Towards GULAGs, Western Style? (2000)
  - En passende mengde kriminalitet (2004) A Suitable Amount of Crime (2004))